# Pré-en-Pail
Pré-en-Pail foi uma comuna francesa na região administrativa da Pays de la Loire, no departamento de Mayenne. Estendia-se por uma área de 44,73 km². Em 2010 a comuna tinha 2 394 habitantes (densidade: 53,5 hab./km²).
Em 1 de janeiro de 2016, passou a formar parte da nova comuna de Pré-en-Pail-Saint-Samson.